# Kék indiángyökér
A kék indiángyökér (Caulophyllum thalictroides) a valódi kétszikűek kládján belül a boglárkavirágúak (Ranunculales) rendjébe és a borbolyafélék (Berberidaceae) családjába tartozó faj, melyet magyarul indiánasszony-gyökér névvel is illetnek.

## Jellemzői
30–90 cm magas növény. Kék bogyói mérgezőek.

## Felhasználása
Dísznövény.

### Gyógyszerészet
Régen a gyökerét rák, görcsök, menstruációs problémák kezelésére használták, valamint féreghajtásra, illetve szülésnél fellépő problémák esetén. A természetgyógyászatban ma is használatos.

### Homeopátia
A gyökeréből készült homeopátiás szert női problémáknál használják, leggyakrabban szülésnél, amikor a vajúdás lelassul és a fájások gyengülnek.